# Колібрі-топаз малиновий
Колібрі-топаз малиновий (Topaza pella) — вид серпокрильцеподібних птахів родини колібрієвих (Trochilidae).

## Поширення і екологія
Вид поширений на півночі Південної Америки. Населяє низинні вологі екваторіальні ліси, часто навколо гранітних відслонень і вздовж річок. Зазвичай живе в кронах дерев. Відкладає 2 яйця. Харчується нектаром.

## Опис
Другий за величиною колібрі (після колібрі велетенського), завдовжки 21-23 см і вагою 10-14 г. Має довгий, сіро-блакитний і загнутий дзьоб. Спостерігається чіткий статевий диморфізм. Самець має частина горла та груди чорні з райдужними відтінками, сіро-блакитне очне кільце. Верхня частина тіла, включаючи плечі і хвіст, червоні. Два видовжених зовнішних кермових перах перетинаються. Верхня частина горла золотиста, опалесцентна, відмежована від решти тіла товстим чорним напівкоміром. Самиця майже повністю зелена, золотисто-зелене горло і червоні махові пера.

## Підвиди
Виділяють три підвиди:
- T. p. pella (Linnaeus, 1758) – східна Венесуела, північна Бразилія, Гаяна і Суринам.
- T. p. smaragdulus (Bosc, 1792) – Французька Гвіана та північно-східна Бразилія (на північ від Амазонки)
- T. p. microrhyncha A. L. Butler, 1926 – північно-центральна Бразилія (на південь від Амазонки).